# Tiemao
Tiemao (kinesiska: 铁帽, 铁帽乡) är en socken i Kina. Den ligger i den autonoma regionen Inre Mongoliet, i den norra delen av landet, omkring 48 kilometer sydväst om regionhuvudstaden Hohhot.
Genomsnittlig årsnederbörd är 568 millimeter. Den regnigaste månaden är juli, med i genomsnitt 170 mm nederbörd, och den torraste är januari, med 3 mm nederbörd.